# 아미르 헤즈로니
아미르 헤츠로니 (1968년 2월 6일 출생)는 이스라엘의 통신 교수이자 홍보인입니다. 그는 여러 논란의 여지가 있는 발언들로 명성을 얻었습니다.

## 학술 경력
틀:미완성
헤츠로니는 텔아비브 예술 고등학교에서 공부했으며, 1993년 텔아비브 대학교에서 심리학과 영화 및 텔레비전 분야에서 학사 학위를 받았습니다. 1999년에는 예루살렘 히브리 대학교 통신학과에서 한나 아도니와 야아코브 샤미르의 지도 아래 박사 학위 과정을 마쳤습니다..
그는 2000년부터 2009년까지 이제르엘 계곡 아카데믹 칼리지에서 통신 강사로 활동했으며, 2009년부터는 아리엘 대학교에서 교수로 임명되었습니다. 이 직함은 유대아 사마리아 고등교육위원회, 영국 리버풀 대학교 및 중국과 이스탄불의 두 대학에서 인정받았습니다.
2014년 8월, 그는 아리엘 대학교에서 해고되었지만, 2014년 10월 법원 명령에 따라 복직되었습니다. 그 후 그는 2015년 9월 30일 해고 절차가 끝날 때까지 무급 휴가 상태였습니다. 2016년에는 이스탄불의 코치 대학교에서 강의를 시작했으며, 2021년에 해고되었습니다.

### 학술 연구
그의 초기 연구는 주로 텔레비전 포맷인 퀴즈 프로그램과 같은 글로벌 포맷이 지역 문화에 적응하는 능력에 초점을 맞추었습니다.. 이후 그는 논란의 여지가 있는 선정적이고 폭력적인 텔레비전 콘텐츠가 시청자의 현실 인식에 미치는 영향을 연구했습니다.
이 연구들은 "현실 구성" 또는 "재배 효과" 학파(경작 이론)에 속하지만, 헤츠로니는 텔레비전의 영향력을 해당 학파의 지배적인 접근 방식보다 제한적으로 평가합니다. 이는 시청이 일반적으로 높은 몰입 없이 이루어지고, 영향력 자체와 그 방향이 사회인구학적 요인과 심리적 변수에 따라 달라지기 때문입니다.. 이러한 결론은 헤츠로니가 텔레비전 방송 규제에 대해 비판적인 접근 방식을 취하게 했습니다.

## 미디어 경력
2013년 12월, 그는 예디오트 북스 출판사를 통해 "피추침"(견과류)이라는 제목의 소설을 출간했습니다.. 이 소설은 1980년대 이스라엘을 배경으로 한 성장 소설 사실주의 이야기로, 자전적 요소가 포함되어 있습니다. 이 소설은 상업적으로 큰 성공을 거두지는 못했지만, 비평가들의 찬사를 받았습니다.
2015년에는 라헬리 로트너와 함께 주간 프로그램 "파라샤트 하샤부아"를 진행했습니다. 2016년에는 하노크 다움의 모큐멘터리 텔레비전 시리즈 "경로 재계산"에 출연했습니다. 2017년에는 스탠드업 코미디 쇼에 출연하기 시작했으며, 베니 치퍼와 협력하여 "할랄릿 T.V."의 "샤앗 셰루트"(근무 시간) 프로그램에서 온라인 텔레비전 방송을 시작했습니다..
2020년 5월, 스위스-이스라엘 심리학자이자 영화 감독인 주세페(요시) 스트렝거가 만든 그의 삶에 대한 다큐멘터리 영화 "아미르 헤츠로니: 사례 연구"(Amir Hetsroni | Case Study)<sup class="reference plainlinks nourlexpansion" id="ref_(영어) 아미르 헤츠로니: 사례 연구 - 인터넷 영화 데이터베이스">는 스위스 국제 영화제(SIFF)에서 "최고 다큐멘터리" 상을 수상했습니다. 그해 말, "사례 연구"는 이탈리아, 영국, 오스트리아를 포함한 유럽의 다른 영화제에도 참가했으며 오스트리아에서는 최우수 편집상도 수상했습니다. 이 영화는 아미르의 아버지 데이비드 헤츠로니가 사망한 지 약 한 달 후인 2016년 말에 촬영되었으며, 헤츠로니의 애도 과정과 당시 파트너였던 시린 노페이와의 관계를 다룹니다.{{ref|틀:Maariv Online{{ref|틀:일반 링크 이 영화는 아하론 트라이텔이 촬영했습니다..
2021년 9월, 헤츠로니는 온라인 미디어 매체 "온라인 TV"에서 주간 한 시간 방송을 시작했습니다.. 10월에는 나오르 지온의 영화 "하리라 형제들 2"에 출연했습니다..
2024년 9월, 헤츠로니가 "아흘라 뉴스" 웹사이트에서 짧은 토크쇼를 진행할 예정이라고 발표되었습니다. 이 프로그램은 풍자적 형식으로 진행되며, 소셜 미디어에 맞춰 짧은 에피소드를 포함할 것입니다. 프로그램에서 인터뷰 대상자들은 헤츠로니의 질문에 답하면서 트램펄린을 뛰어야 합니다. 이 프로그램은 헤츠로니와의 촬영된 인터뷰에서 시작되어 이 형식으로 발전했습니다.

## 의견 및 논란
헤츠로니는 여러 신문에 기고했으며, 그의 계정을 통해 자신의 의견을 자주 피력했습니다. 그중에서도 그는 경제 상황이 허락하지 않을 때 자녀를 갖는 것에 대해 강력히 반대했으며, 귀환법과 이스라엘 국가의 유대인 정체성에 반대하고, IDF 징집 및 이스라엘로의 신부 및 여성 수입에 반대했으며 그가 생각하는 학술 대학의 낮은 수준에 대해서도 언급했습니다.

### 성별 및 여성의 권리
2014년, 헤츠로니는 "한 명에 하나씩"이라는 페이지에 대한 답변으로 글을 썼는데, 이 페이지는 여성들이 자신의 삶에서 겪었던 성폭력에 대해 쓴 글이었습니다. 인용 틀이 비었음 (도움말) 이 발언으로 인해 아리엘 대학교는 그를 해고하기로 결정했습니다.

### 정치적 견해
2010년, 그는 유대아 사마리아 대부분에 대한 이스라엘의 통제를 언급하며 "점령에 찬성 - 이익이 될 때"라는 제목의 기사를 발표했습니다. 같은 맥락에서 2023년 철검 전쟁 중 헤츠로니는 공격적인 입장을 표명하고 가자 지구 점령을 요구했습니다.
2015년 제20대 크네세트 선거 다음 날, 그는 이스라엘의 우익 정부에 대한 귀환법을 비난하는 글을 올렸습니다.
인용 틀이 비었음 (도움말)
결과적으로 그는 언론인 아미라 부자글로와 함께 욤 하다시 프로그램의 패널로 초대되어 귀환법이 인종차별적 법이라고 주장했습니다. 그는 부자글로의 "파시스트, 인종차별주의자, 비열한 인간"이라는 비난에 대해 "당신 부모님이 모로코에 남아 거기서 썩었어도 아무 일도 없었을 것"이라고 말해 언론의 거센 비난을 받았습니다. 부자글로가 "당신과 히틀러의 차이를 지금은 모르겠다"고 말하며 "누가 당신에게 아카데미에서 가르칠 권리를 주었는가"라고 묻자 그는 "나는 교수직을 정직하게 받았다", "나는 당신처럼 칠류 대학에서 공부하지 않았다"고 답했습니다. 이때 프로그램 진행자 요아브 리모르는 그에게 "입에서 나오는 헛소리 더미"만큼 부끄러웠던 적이 없었으며, 자신에게는 인터뷰가 끝났다고 말했습니다.
예루살렘의 날, 2015년 5월 17일, 헤츠로니와의 인터뷰가 발표되었는데, 그는 "아카데미와 언론의 박해" 때문에 국가를 덴마크로 떠나 국가를 보이콧하고 그 이름을 더럽히려는 사람들의 목소리가 될 의도를 밝혔습니다.
2011년 어머니, 2016년 아버지 사망 후, 헤츠로니는 그들의 묘비에 도발적인 메시지를 새기기로 결정했습니다.
2022년 5월 2일, 이스라엘 전몰 장병 추모일을 기념하여 아슈도드의 온라인 TV 채널에서 특별 방송을 하던 중, 한 젊은이가 그가 사이렌에 일어나지 않겠다고 선언한 후 그의 얼굴에 의자를 던졌습니다. 이 사건 이후 방송은 중단되었고, 헤츠로니는 마겐 다비드 아돔에 의해 아슈도드의 아수타 병원으로 이송되었습니다. 의료 처치를 받는 동안 그는 자신을 치료하던 마겐 다비드 아돔 자원봉사자에게 "평생 당신들이 모로코로 돌아가야 한다고 말할 것이다. 그것이 내 의견이며 평생 그렇게 말할 것이다"라고 말했습니다.. 그 후 그는 경찰에 신고했습니다. 그가 나중에 아이스 웹사이트에 발표한 답변 기사에서 헤츠로니는 공격 외에도 욕설을 듣고, 최루액과 세제로 스프레이를 맞고, 차 유리창이 깨졌다고 밝혔습니다. 이 사건은 시반 코헨, "하첼", 예브게니 자로빈스키, 이타이 셰흐터와 같은 유명 인사 및 미디어 인물들의 비난을 불러일으켰습니다.{{ref|틀:이스라엘 하욤{{ref|틀:아이스{{ref|틀:아이스 헤츠로니가 멍한 상태로 진행자 코비 스위사를 안는 사건 영상은 바이럴이 되었고, 에레츠 네헤데레트 프로그램의 모방을 포함하여 온라인과 오프라인에서 많은 찬사를 받았습니다.

### 플랫폼에 대한 소송
2018년 4월, 한 플랫폼은 그가 혐오 발언을 퍼뜨렸다고 주장하며 수만 명의 팔로워를 가진 그의 프로필을 폐쇄했습니다. 헤츠로니는 프로필 복원과 100만 셰켈의 보상을 요구하며 해당 플랫폼을 고소했습니다.{{ref|틀:일반 링크{{ref|틀:마코 2021년 1월, 법원은 헤츠로니의 소송을 기각하기로 결정했으며, 그는 소송 비용으로 3만 셰켈을 지불하도록 선고받았습니다. 2021년 4월, 헤츠로니는 자신의 계정 폐쇄로 인해 다른 플랫폼에 대해 소송을 제기했습니다.

### 학술 기관과의 대립
헤츠로니는 자신을 해고하려 했던 이제르엘 계곡 아카데믹 칼리지를 고소했고, 이 사건은 합의로 해결되었습니다. 2014년 4월, 헤츠로니는 자신의 발언으로 인해 아리엘 대학교의 해고 전 청문회에 소환되었지만, 노동법원은 그가 행정 절차로 해고될 수 없으며 대학의 징계 위원회에서 논의가 필요하다고 결정했습니다. 2014년 8월, 헤츠로니는 대학으로부터 해고 통보를 받았고 항소 위원회에 이의를 제기했습니다. 대학은 해고가 여성 등 많은 인구에 대한 모욕적인 발언 때문이라고 주장했습니다. 대학에 따르면, 헤츠로니의 말에 따르면 "여성들은 매력이 부족하기 때문에 착취, 괴롭힘, 강간에 저항한다". 그는 또한 자신이 가르치던 커뮤니케이션 과학 직업을 "아무것도 아닌 과학"이라고 비하했습니다. 6월, 헤츠로니는 부적절한 행동과 창문을 열어 대학 아파트에 피해를 입혔다는 주장을 이유로 사전 통보 없이 대학에서 해고되었습니다. 결과적으로 헤츠로니는 이단적인 의견을 가진 사람들을 위한 곳이 없기 때문에 학계를 떠날 의사를 밝혔습니다..

## 개인 생활
헤츠로니는 텔아비브에서 시마(콜커 출신)와 데이비드 헤츠로니(원래 샤츠고프스키)의 외아들로 태어났습니다. 그는 잡지 "바마하네 가드나"에서 군 복무를 마쳤습니다.
헤츠로니는 1998년부터 카르메이 요세프에 간헐적으로 거주하고 있습니다. 2015년 5월, 그는 이스라엘을 떠나 덴마크 코펜하겐으로 이주했고, 그 후 중국으로 갔다가 카르메이 요세프에 있는 집으로 돌아왔습니다.
2015년부터 2017년까지 그는 변호사 시린 노페이(이스라엘의 아랍 기독교인)와 복잡하고 언론의 주목을 받는 관계를 유지했습니다.<sup class="reference plainlinks nourlexpansion" id="ref_틀:Maariv Online"> 2019년부터 2021년까지 그는 튀르키예에서 네브살 송어와 관계를 유지했습니다. 헤츠로니는 여러 인터뷰에서 자신을 비부모이자 아동 혐오자라고 밝혔습니다.